# Ріхард Белькреді
Граф Ріхард Белькреді (нім. Richard Graf Belcredi; 12 лютого 1823, Богемське королівство, Австрійська імперія — 2 грудня 1902, Гмунден, Австрійська імперія) — австрійський державний діяч, Голова Ради міністрів Австрійської імперії в 1865—1867. Почесний громадянин Львова (1866).

## Біографія
Ріхард Белькреді навчався на юриста в Празі та Відні. У 1854 вступив на державну службу, призначений на посаду окружного начальника (Bezirkshauptmann) Зноймо. У 1860 обраний депутатом Ландтагу Моравії, а потім як його представник у Рейхсрат. У 1862 очолив уряд Австрійської Сілезії, в 1864 став членом Таємної ради, а потім — штатгальтером Богемії. Відстоював ідею рівноправності і автономії всіх народів, що входять складу Австрійської імперії.
15 червня 1865 призначений Головою Ради міністрів і міністром внутрішніх справ, поліції, віросповідань і народної освіти. Існувала думка, що Белькреді не прагнув очолити уряд і прийняв це рішення на особисте прохання імператора Франца Йосифа з почуття обов'язку.
Кабінет Белькреді отримав назву «Уряд трьох графів» (Dreigrafenministerium) — на честь самого глави уряду, міністра закордонних справ Менсдорфа і міністра фінансів Ларіша фон Меніха. В уряд входив і четвертий граф — міністр без портфеля (фактично — міністр у справах Угорщини) Моріц Естергазі. На період роботи уряду його головним пріоритетом був пошук компромісу з елітою Угорщини, незадоволеною зайвою на її погляд централізацією імперії відповідно до Лютневого патенту. 20 вересня 1865 прийняттям «Основного закону про імперське представництво» дію Патенту було призупинено, проте остаточне рішення угорського питання зроблено так і не було.
Програма Белькреді полягала в створенні федерації з п'яти областей, в якій було б забезпечена рівноправність для всіх великих етносів, включаючи слов'янські: власне Австрії, Богемії-Моравії-Сілезії, Угорщини, Польщі-Рутенії та Іллірії. У кожній області передбачалося створити окремий ландтаг, відповідальний за вирішення внутрішніх питань відповідної території. Одночасно повинен був бути заснований загальноімперський Рейхсрат. Угорці виступили різко проти реалізації плану Белькреді, висуваючи програму створення в рамках держави двох рівноправних частин.
У 1866 Австрія зазнала поразки в швидкоплинній Австро-прусській війні і втратила можливості для об'єднання Німеччини під своїм керівництвом. Міністр закордонних справ Менсдорф, один з найбільш впливових представників консервативного табору, був відправлений у відставку. Його місце зайняв Фрідрік Фердинанд фон Бейст — прихильник якнайшвидшого укладення союзу з Угорщиною на паритетній основі. Будучи не в силах протистояти Бейсту, 7 лютого 1867 Белькреді вийшов у відставку. Через місяць було укладено Австро-угорський компроміс, а імперія перетворена в Австро-Угорщину.
Після відставки з поста глави уряду в 1881—1895 Белькреді займав пост президента Вищого адміністративного суду, до самої смерті був членом Палати панів (Heerenhaus) Рейхсрату.